# بارانک لرستانی
بارانک لرستانی (نام علمی: sorbus lusitanica) نام یک گونه از سرده بارانک است.